# Acid clodronic
Acidul clodronic, utilizat și sub formă de clodronat disodic (cu denumirea comercială Bonefos), este un medicament din clasa bisfosfonaților, fiind utilizat în tratamentul osteoporozei și al metastazelor osoase. Calea de administrare disponibilă este cea orală.